# Graham Whitehead
Alfred Graham Whitehead (Harrogate, 15 april 1922 - Lower Basildon, Berkshire, 15 januari 1981) was een Brits autocoureur. Hij nam deel aan zijn thuisrace in 1952 voor het team Alta en finishte als 12e en scoorde zo geen punten voor het wereldkampioenschap Formule 1.